# Mats Lundgren
Mats Lundgren, född 1952, är en svensk journalist och fotograf.
Lundgren medarbetade i Musikens makt och var 1980 en av grundarna av musiktidningen Schlager, vars redaktion han tillhörde. På 1980-talet medverkade han även i radioprogram  som Lilla Bommen. Därefter har han varit verksam som journalist och fotograf inom en rad olika områden, samt gjort musikdokumentärer i Sveriges Radio P2.